# マゴチ
マゴチ（真鯒、Platycephalus sp.）は、カサゴ目コチ科に属する魚類。日本近海に分布するコチの中では大型の種類で、美味な食用魚でもある。地方名にはホンゴチ、クロゴチ（西日本）、ゴチゴロウ、ゴチゴロ、ゼニゴチ（長崎県）、スゴチ（愛媛県）などがある。

## 特徴
全長は50cmほどだが、最大約80cmほどの大型個体もたまに漁獲される。なおカサゴ目のコチは大型個体がすべて雌で雄性先熟の性転換を行うと言われてきた。しかしながら、マゴチおよびヨシノゴチについて性別と耳石による年齢査定により検討した結果、雌雄で成長差があり、雄は高齢になっても大きくならないことが明らかとなった。よって、コチは性転換を行わない魚種である。
体は上から押しつぶされたように左右に平たい。特に頭部がシャベルのように左右に平たいことから、英語でのコチ類の総称は「平たい頭」（Flathead）である。口は大きく、下顎が上顎より前に突き出ている。目は小さく、下顎の先端は丸い。胸びれに小さな褐色の斑点がある。腹側は白いが、背中側は黄褐色-褐色をしていて、細かいまだら模様がある。ただし、海底の砂泥の色に合わせて体色をある程度変えることもできる。

### 生態
日本の分布域は、日本海側は山形県以南、太平洋側は宮城県以南とされる。なお、マゴチや近縁種のヨシノゴチは、奄美大島以南の太平洋、インド洋、地中海に分布するPlatycephalus indicusと同一種とされていたが、研究が進み別種とされるようになった。ただし、まだ学名が決まっていないので、学名は"Platycephalus sp."（コチ属の一種）という表現がされる。
海岸から水深30mほどまでの砂泥底に生息する。夏は海岸近くに寄ってきて、砂浜海岸や干潟の海中などでも姿を見ることができ、河口などの汽水域にもよく侵入するが、冬はやや深場に移る。
幼魚は浅瀬の砂底に潜り、小魚などの餌を待つ。
海底の砂底に腹をつけて生活する底生魚で、あまり動き回らずに平たい体と褐色の体色で砂底に擬態し、敵や獲物の目をあざむく。砂底に浅くもぐることもできるので、ぱっと見たくらいでは砂底と見分けがつかない。海岸を泳いでいると、目の前の砂底から突然マゴチが飛び出て逃げだし、こちらが驚かされることもある。
食性は肉食性で、クルマエビ類やテッポウエビ類、小型のタコやイカ、ハゼやキス、ネズミゴチなど、気づかずに接近する小動物を大きな口で捕食する。キス釣りなどで釣り上げた小魚に喰いつき、釣りあがることもある。
産卵期は初夏で、海岸近くの浅場で産卵する。稚魚は最初浮遊生活を送るが、やがて底生生活に移る。

## 利用

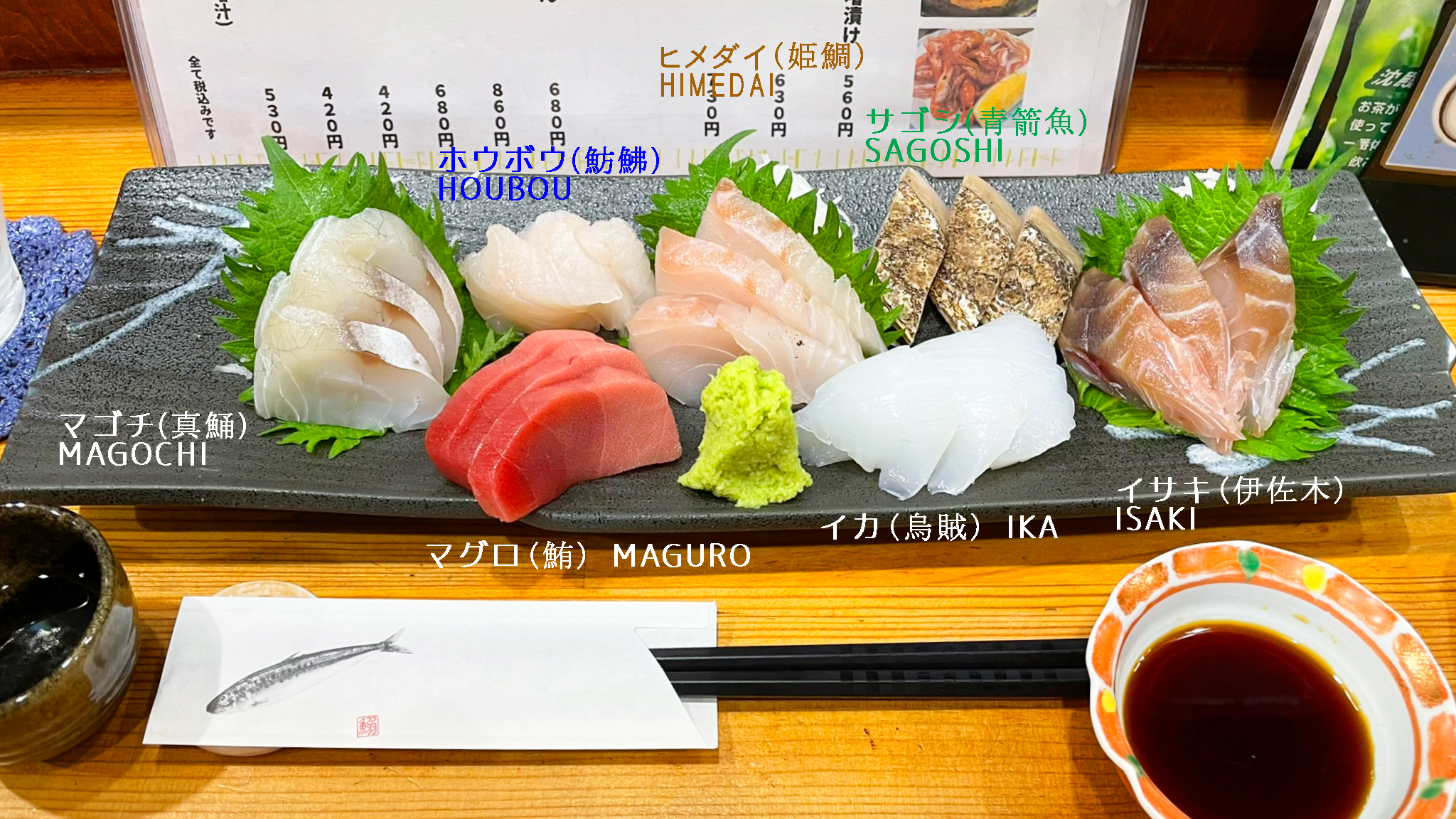
刺身の盛り合わせ。左端の白身がマゴチ

夏が旬で高級食材として扱われ、釣りの対象としても人気がある。ただし頭部には小さな棘が多いので、不用意に手で触るとけがをする。古くからヒラメ40、マゴチ20という言葉があり、釣りの際は針に確実にかかるまであたりがあってから10秒～20秒後に釣りあげるのが良いとされる。餌にハゼ、ネズミゴチ等が用いられる。ルアーを利用した釣りもある。
体の前半部分は骨が多いが、尾の近くは骨も少ない。身は歯ごたえのある白身で、刺身、洗い、寿司種、煮付けなど、いろいろな料理で食べられる。

## 同属種
日本には他にヨシノゴチというマゴチによく似た種類も分布する。はっきりとした差異としては体表の模様が上げられる。マゴチは背側が全体的に黒っぽく、縞模様のような黒斑が現れる。これに対して、ヨシノゴチには縞模様ははっきり現れず、比較的体表が白っぽく(このことから「シロコチ」と呼ぶ地域も存在する。)、明瞭で細かい黒斑がモザイク状に全身に現れる。また、ヨシノゴチは鼻先がとがり、比較的面長である。マゴチより目が大きくて両目が接近する。胸びれは付け根にかけて先端より薄い茶褐色となる。生息する水深はマゴチと共通する。多くはマゴチと混同されるため詳しい生息地ははっきりしないが、瀬戸内海、有明海で捕獲され、利用されている。